# Curva cíclica

Padronagem criada a partir de uma epicicloide encurtada

As curvas cíclicas, também conhecidas como curvas mecânicas, são geralmente aquelas oriundas da trajetória de pontos relacionados com a circunferência. Essas curvas se caracterizam por um processo de oscilação periódica entre distâncias iguais.
As cíclicas repetem-se indefinidamente e, por isso, têm grande aplicação na construção de peças de máquinas, que se destinam a engendrar movimentos cíclicos que por conseguinte criam trajetórias com essa característica .
As cíclicas podem criar texturas e padronagens de aplicação no design e na arte.

## Tipos de curvas cíclicas
- Cicloide
- Epicicloide
- Hipocicloide